# لويس هال (لاعب كريكت)
لويس هال (بالإنجليزية: Louis Hall)‏ (1 نوفمبر 1852 في المملكة المتحدة - 19 نوفمبر 1915) هو لاعب كريكت بريطاني (وحمل سابقاً جنسية المملكة المتحدة لبريطانيا العظمى وأيرلندا).

## وصلات خارجية
- لويس هال على موقع إي آس بي آن كريك إنفو (الإنجليزية)